# Hannu Virta
Hannu Virta (Turku, 22 marzo 1963) è un allenatore di hockey su ghiaccio ed ex hockeista su ghiaccio finlandese che ha giocato nella National Hockey League.

## Statistiche

### Giocatore

#### Club
|           |                  |          | Regular Season | Regular Season | Regular Season | Regular Season | Regular Season | Playoff | Playoff | Playoff | Playoff | Playoff |
| Stagione  | Squadra          | Lega     | P              | G              | A              | Pt.            | PIM            | P       | G       | A       | Pt.     | PIM     |
| --------- | ---------------- | -------- | -------------- | -------------- | -------------- | -------------- | -------------- | ------- | ------- | ------- | ------- | ------- |
| 1980-1981 | TPS              | SM-liiga | 1              | 0              | 1              | 1              | 0              | 4       | 0       | 1       | 1       | 4       |
| 1981-1982 | TPS              | SM-liiga | 36             | 5              | 12             | 17             | 6              | 7       | 1       | 1       | 2       | 2       |
|           | Buffalo Sabres   | NHL      | 3              | 0              | 1              | 1              | 4              | 4       | 0       | 1       | 1       | 0       |
| 1982-1983 | Buffalo Sabres   | NHL      | 74             | 13             | 24             | 37             | 18             | 10      | 1       | 2       | 3       | 4       |
| 1983-1984 | Buffalo Sabres   | NHL      | 70             | 6              | 30             | 36             | 12             | 3       | 0       | 0       | 0       | 2       |
| 1984-1985 | Buffalo Sabres   | NHL      | 51             | 1              | 23             | 24             | 16             |         |         |         |         |         |
| 1985-1986 | Buffalo Sabres   | NHL      | 47             | 5              | 23             | 28             | 16             |         |         |         |         |         |
| 1986-1987 | TPS              | SM-liiga | 41             | 13             | 30             | 43             | 20             | 5       | 0       | 3       | 3       | 2       |
| 1987-1988 | TPS              | SM-liiga | 44             | 10             | 28             | 38             | 20             |         |         |         |         |         |
| 1988-1989 | TPS              | SM-liiga | 43             | 7              | 25             | 32             | 30             | 10      | 1       | 7       | 8       | 0       |
| 1989-1990 | TPS              | SM-liiga | 41             | 7              | 19             | 26             | 14             | 9       | 0       | 6       | 6       | 10      |
| 1990-1991 | TPS              | SM-liiga | 43             | 4              | 16             | 20             | 40             | 9       | 4       | 2       | 6       | 4       |
| 1991-1992 | TPS              | SM-liiga | 43             | 6              | 22             | 28             | 32             | 3       | 1       | 4       | 5       | 0       |
| 1992-1993 | TPS              | SM-liiga | 39             | 1              | 18             | 19             | 18             | 12      | 2       | 2       | 4       | 14      |
| 1993-1994 | TPS              | SM-liiga | 47             | 3              | 17             | 20             | 18             | 10      | 0       | 3       | 3       | 6       |
| 1994-1995 | Grasshopper Club | NLB      | 36             | 12             | 18             | 30             | 14             | 12      | 5       | 9       | 14      | 2       |
| 1995-1996 | Grasshopper Club | NLB      | 11             | 1              | 7              | 8              | 0              | 10      | 1       | 6       | 7       | 6       |
| 1996-1997 | TPS              | SM-liiga | 48             | 7              | 14             | 21             | 24             | 12      | 0       | 1       | 1       | 6       |
| 1997-1998 | ZSC              | NLA      | 38             | 3              | 20             | 23             | 8              |         |         |         |         |         |

#### Nazionale
| Stagione  | Livello      | Competizione | P  | G | A | Pt. | PIM |
| --------- | ------------ | ------------ | -- | - | - | --- | --- |
| 1980-1981 | Finland U18  | EJC-18       | 5  | 3 | 1 | 4   | 0   |
| 1981-1982 | Finland U20  | WJC-20       | 7  | 1 | 7 | 8   | 4   |
| 1986-1987 | Finland      | WC           | 8  | 0 | 4 | 4   | 4   |
|           | Finland CC   | CC           | 5  | 0 | 1 | 1   | 0   |
| 1988-1989 | Finland      | WC           | 10 | 3 | 5 | 8   | 6   |
| 1990-1991 | Finland      | WC           | 7  | 0 | 2 | 2   | 4   |
| 1993-1994 | Finland OG   | OG           | 8  | 2 | 1 | 3   | 2   |
|           | Finland      | WC           | 8  | 1 | 4 | 5   | 6   |
| 1994-1995 | Finland      | WC           | 7  | 1 | 1 | 2   | 8   |
| 1995-1996 | Finland WCup | WCup         | 4  | 1 | 0 | 1   | 6   |
|           | Finland      | WC           | 6  | 0 | 6 | 6   | 4   |
| 1996-1997 | Finland      | WC           | 8  | 0 | 3 | 3   | 4   |

### Allenatore

#### Club
| Stagione  | Squadra | Lega     | Ruolo      | Note                                                 |
| --------- | ------- | -------- | ---------- | ---------------------------------------------------- |
| 1998-1999 | TPS     | SM-liiga | Ass. Coach |                                                      |
| 1999-2000 | TPS     | SM-liiga | Ass. Coach |                                                      |
| 2000-2001 | TPS     | SM-liiga | Ass. Coach |                                                      |
| 2001-2002 | TPS     | SM-liiga | Ass. Coach |                                                      |
| 2002-2003 | TPS     | SM-liiga | Ass. Coach |                                                      |
| 2003-2004 | Blues   | SM-liiga | Head Coach |                                                      |
| 2004-2005 | Blues   | SM-liiga | Head Coach | Rimpiazzato da Pekka Rautakallio a stagione in corso |
| 2005-2006 | TPS     | SM-liiga | Ass. Coach |                                                      |
| 2006-2007 | TPS     | SM-liiga | Ass. Coach |                                                      |
| 2007-2008 | TPS     | SM-liiga | Head Coach |                                                      |
| 2008-2009 | TPS     | SM-liiga | Head Coach | Rimpiazzato da Kai Suikkanen a stagione in corso     |
|           | Lugano  | NLA      | Head Coach |                                                      |
| 2010-2011 | Jokerit | SM-liiga | Ass. Coach |                                                      |

#### Nazionale
| Stagione  | Squadra           | Lega          | Ruolo        | Note |
| --------- | ----------------- | ------------- | ------------ | ---- |
| 2005-2006 | Finland           | WC            | Ass. Coach   |      |
| 2009-2010 | Finland U18       | WJC-18        | Team Manager |      |
|           | Finland U18 (all) | International | Team Manager |      |